# Rioparaíso
Rioparaíso es una localidad situada en la provincia de Burgos, comunidad autónoma de Castilla y León (España), comarca de Odra-Pisuerga, ayuntamiento de Villadiego.

## Datos generales
Se sitúa a poca distancia de Palazuelos de Villadiego (1,2 km), y a 14,5 km por carretera de la capital del municipio, al noroeste de la cual se sitúa. Lo atraviesa la carretera provincial  BU-V-6218 , que conecta las carreteras comarcales  BU-627  y  BU-621 . Junto al pueblo pasa el río Moralejos, afluente del río de las Sequeras que lo es, a su vez, del río Odra.
Se encuadra en la Archidiócesis de Burgos, vicaría Norte, arciprestazgo de Amaya.
Wikimapia/Coordenadas: 42°32'55"N 4°1'18"W

## Situación administrativa
Entidad Local Menor cuyo alcalde pedáneo es Jesús Crespo Humada.

## Toponimia
En el Becerro de las Behetrías (1352) se le cita como Rio Parayso.
En algún documento del siglo XVIII aparece como Rioparayso.
En algunos diccionarios estadísticos del siglo XIX aparece como Río Paraíso.
Hasta el censo de 1857 se denominaba Rioparaizo, pasando entonces a denominarse Rioparaíso.

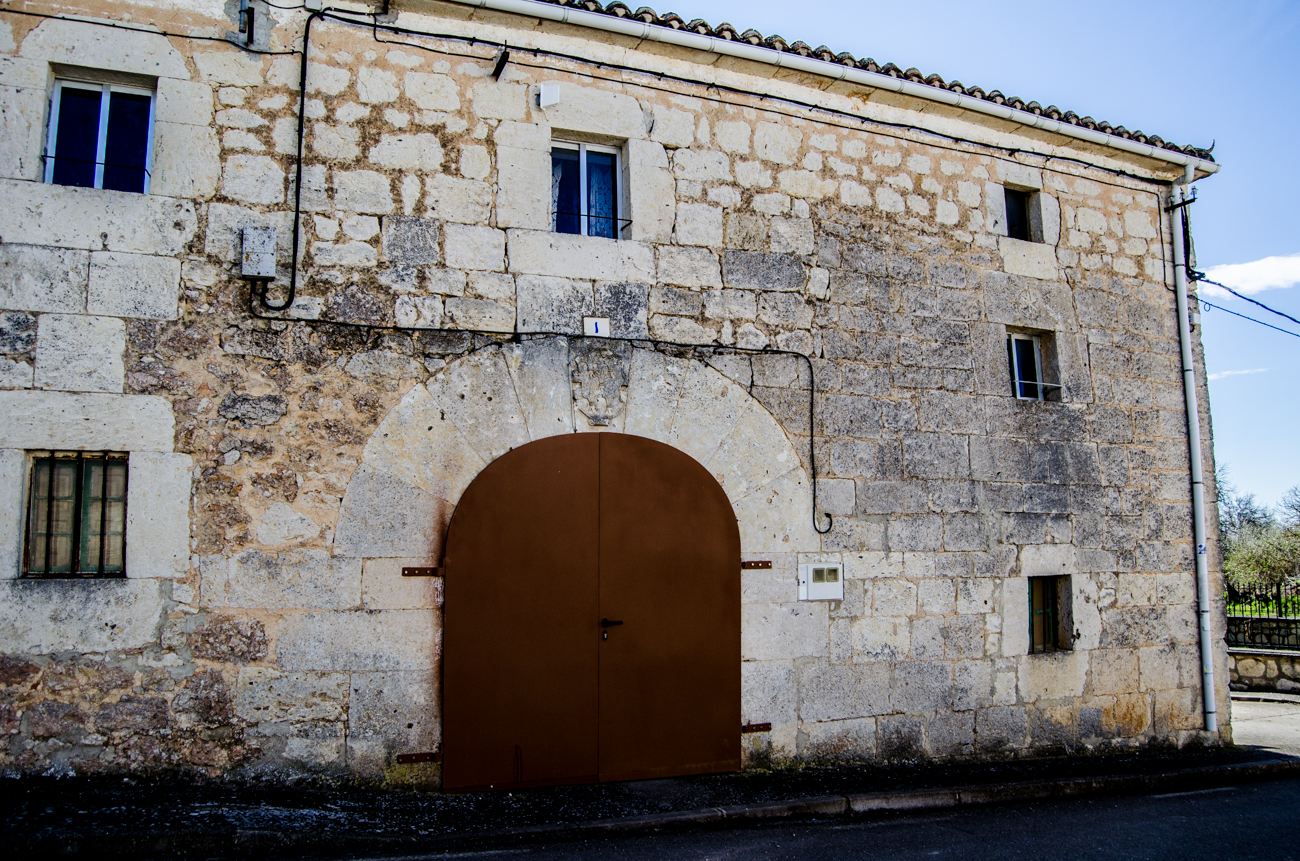
Casa blasonada.

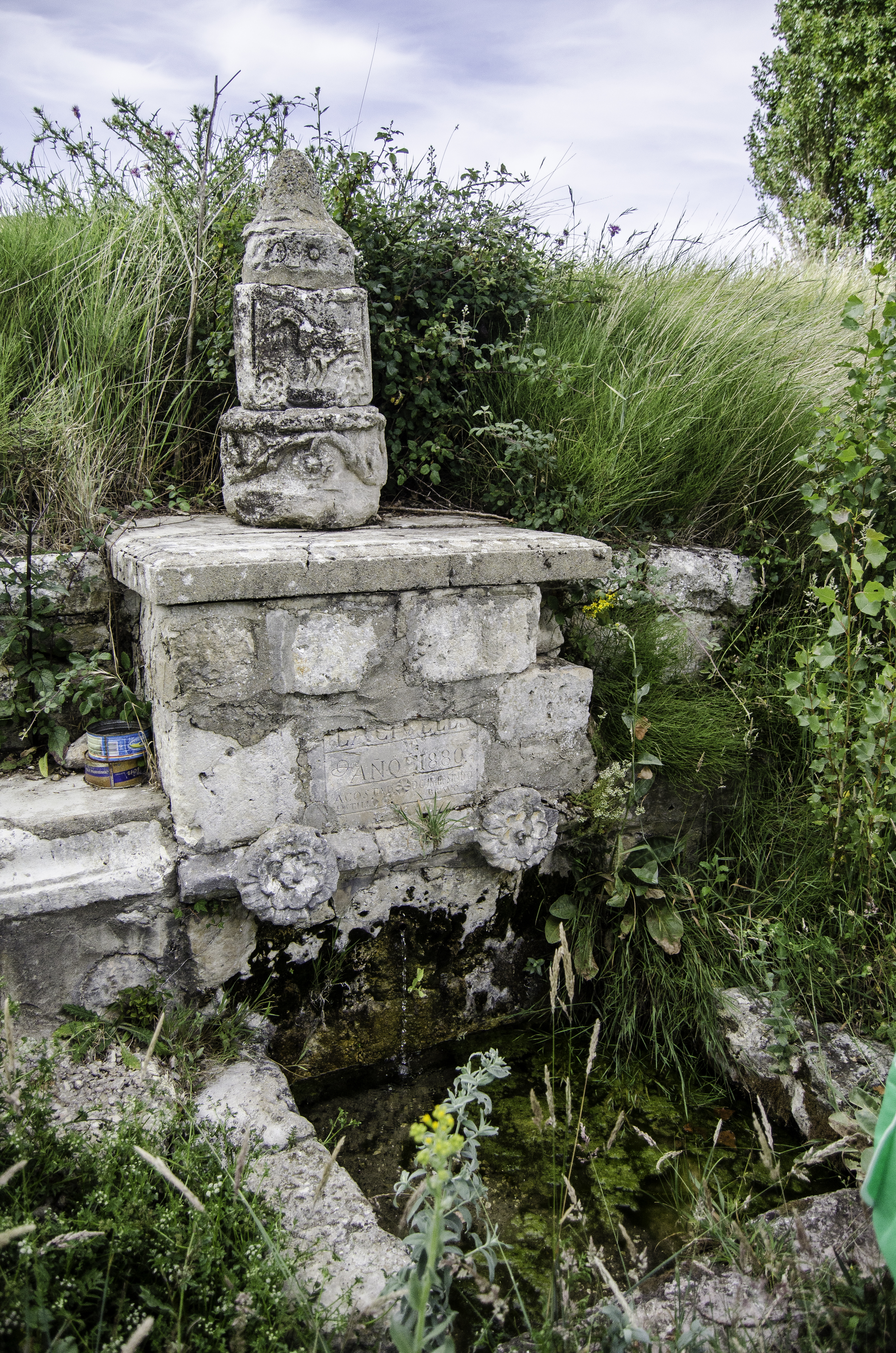
Fuente de la Cibeles. 1880.

## Historia

### Prehistoria
La principal impronta prehistórica en la comarca en que su ubica viene definida por los asentamientos de la Edad del Hierro. En Rioparaíso está documentada la ocupación del enclave de Peñarredonda/Castrajón (Primer Hierro 750-450 a. C.). Se ubica en una plataforma amesetada de laderas abruptas cortada por tres vaguadas profundas.

### Edad Media
En el término de La Quintana los restos hallados permiten establecer dos ocupaciones, una medieval y otra prehistórica.
Aparece citado en el Becerro de las Behetrías, mediados del siglo XIV, como lugar de señorío de Lope Díaz de Rojas, III señor de Poza y Merino Mayor de Guipúzcoa.
En el siglo XVI tenía 24 vecinos y una pila (una parroquia). En el documento de referencia se le denomina como Rioparejo.

### Edad Moderna
El lugar formaba parte de la Cuadrilla de Sandoval en el Partido de Villadiego, uno de los catorce que formaban la Intendencia de Burgos, durante el periodo comprendido entre 1785 y 1833, según el Censo de Floridablanca de 1787. Era una jurisdicción de señorío, siendo su titular el Duque de Frías, que nombraba alcalde pedáneo.
Madoz lo describe en a mediados del siglo XIX como un lugar de la provincia, audiencia territorial, capitanía general y diócesis de Burgos. Partido Judicial de Villadiego. Ayuntamiento de Villavedón. Situado al extremo de la llanura de Campos, al pie de un cerro. Tiene 30 casas, escuela de instrucción primaria, una iglesia parroquial (El Salvador). El terreno tiene parte de monte y parte de llano y es de mediana calidad. Le cruzan varios caminos locales. Produce cereales y legumbres. Cría ganado vacuno, lanar y caballar. Caza de perdices. Tiene 20 vecinos y 73 habitantes. Contribución 1 727 reales con 18 maravedíes.
En el censo de 1857 el municipio de Rioparaíso se extingue y su territorio se incorpora a Villavedón.

## Patrimonio arquitectónico
Iglesia parroquial de El Salvador Iglesia gótica de una nave. Modificada entre los siglos XVII y XVIII. Portada renacentista del siglo XVI. Torre campanario (siglo XVII). Conserva una pila románica gallonada. Retablo mayor obra de Pedro de Veci.

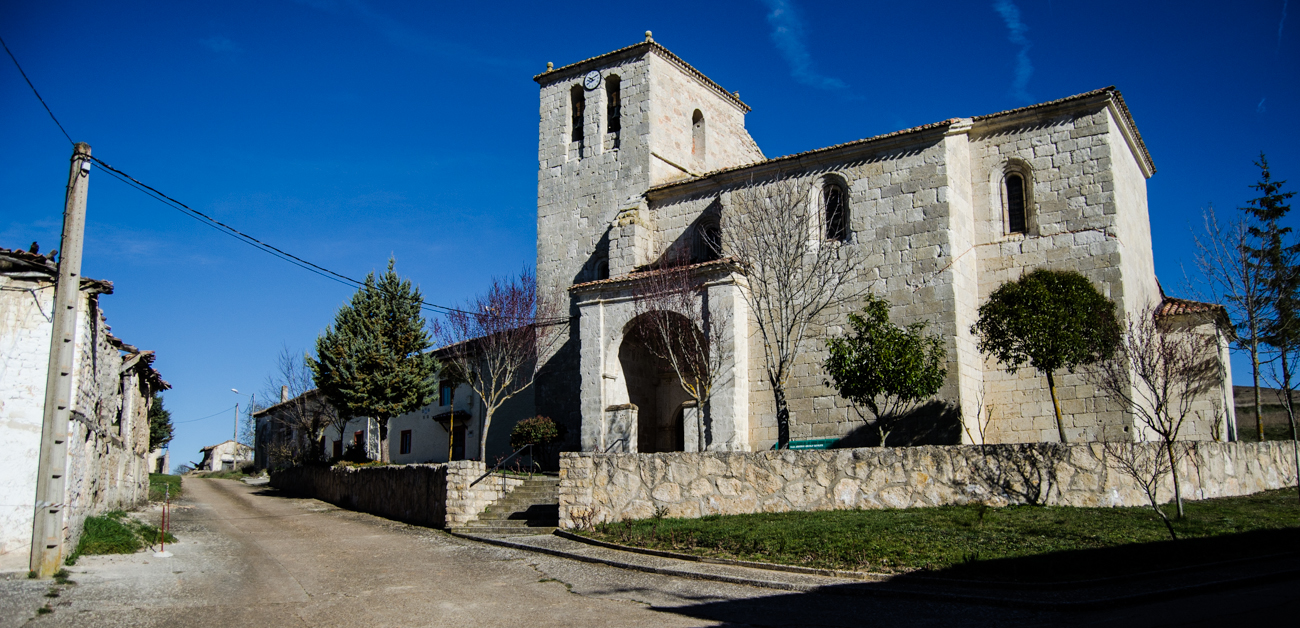
Iglesia de San Salvador.
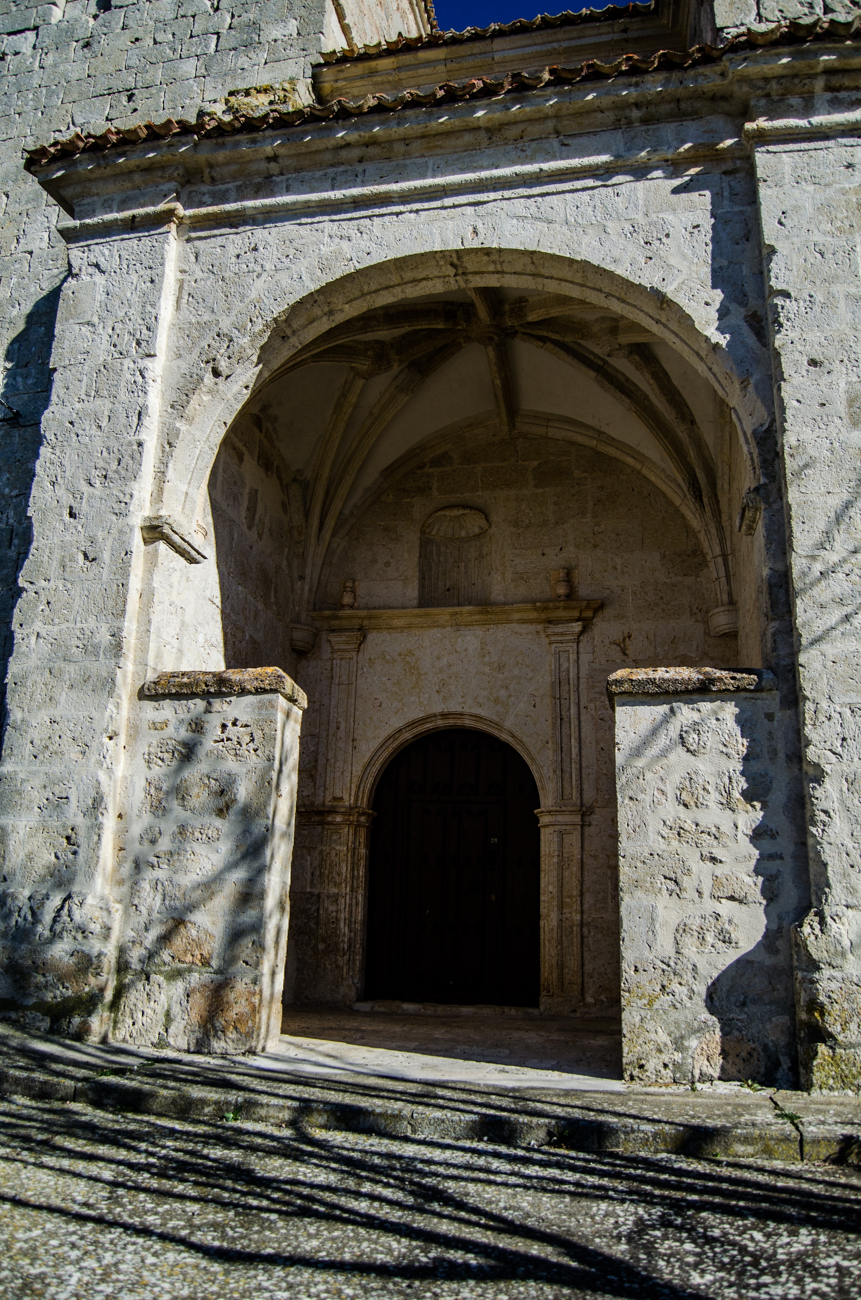
Iglesia de San Salvador. Portada.
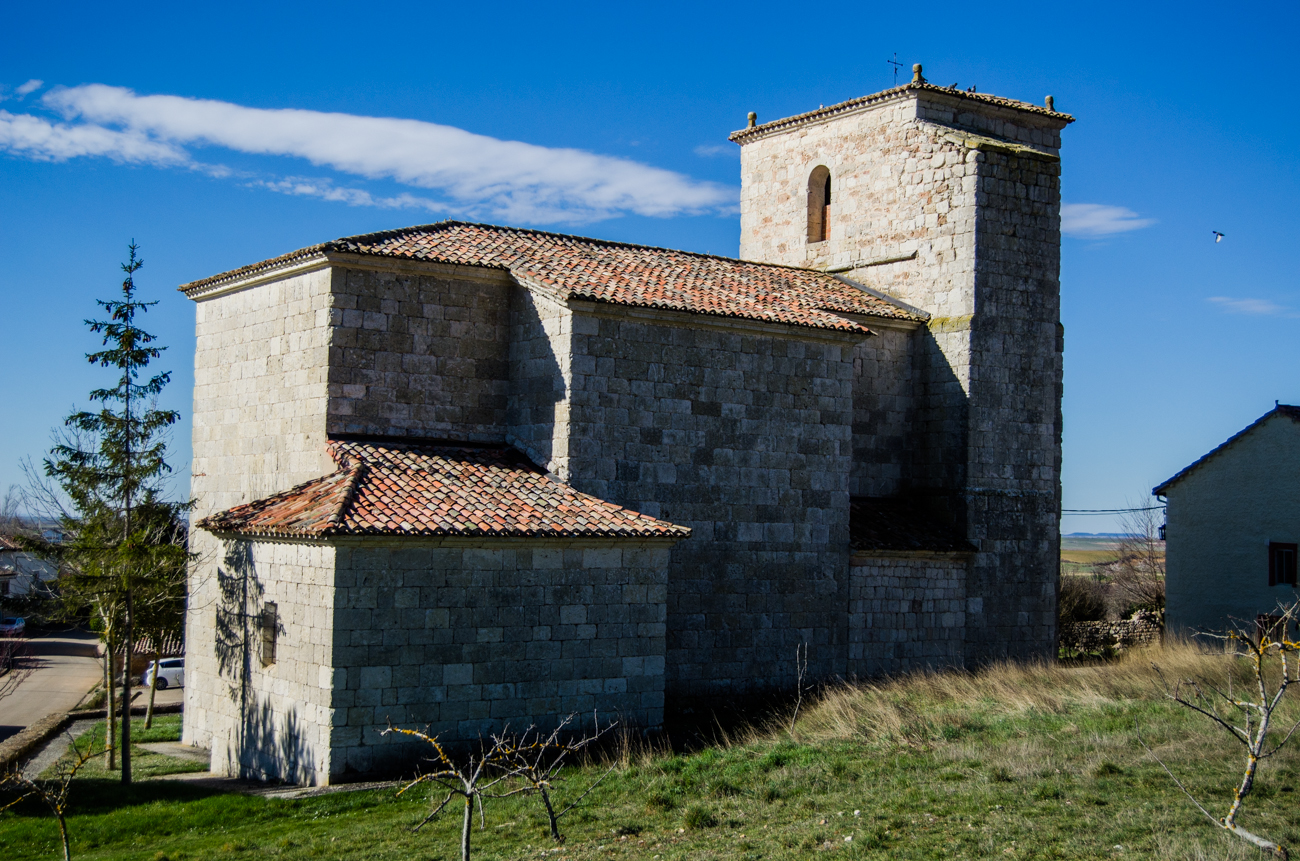
Iglesia de San Salvador. Norte.
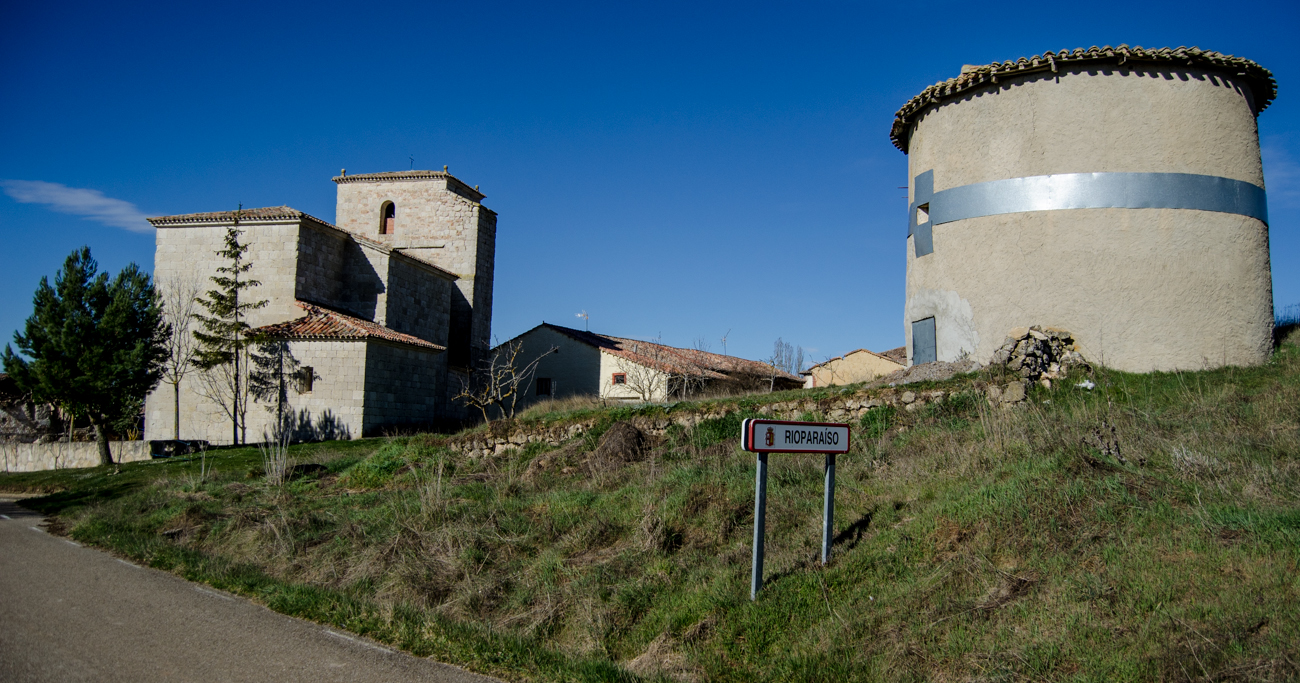
Iglesia de San Salvador y palomar.
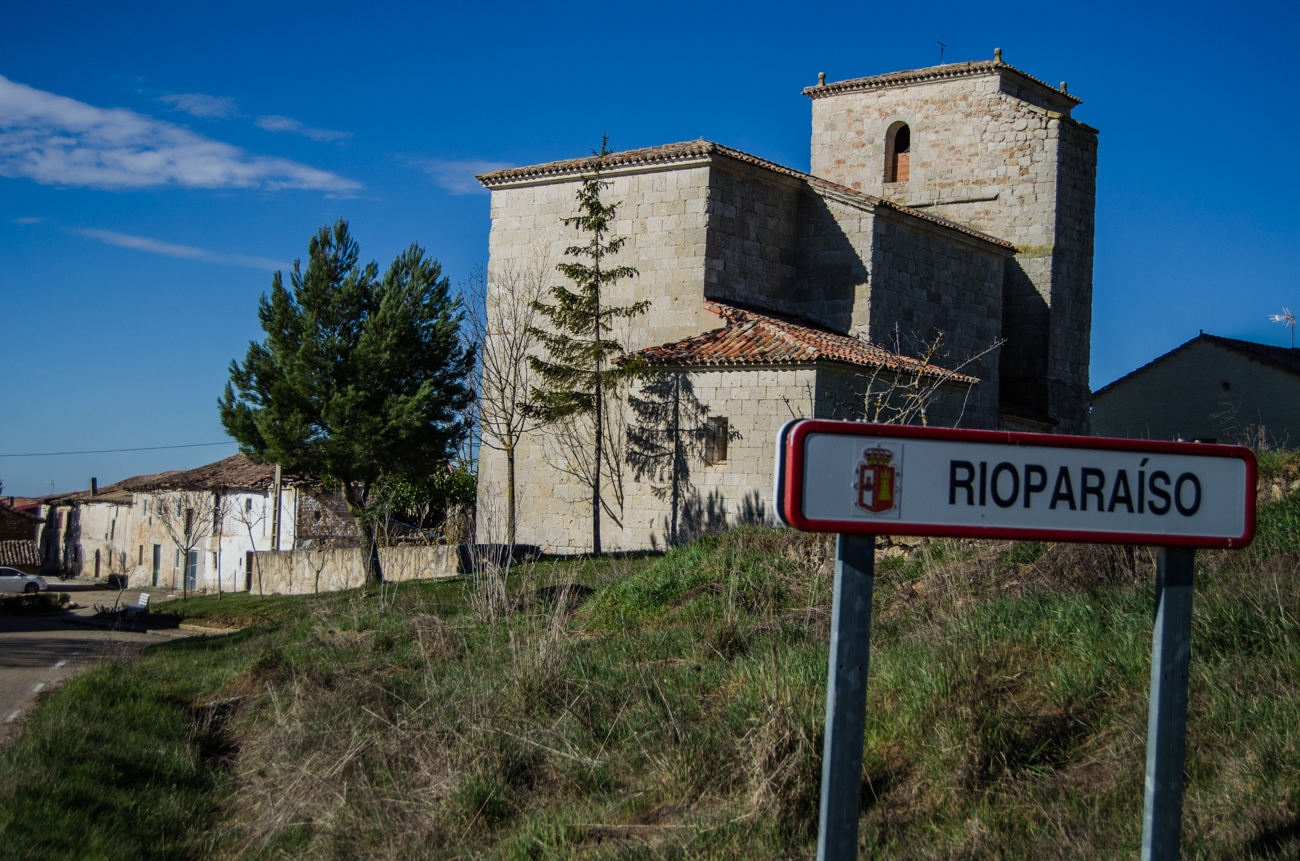
Iglesia de San Salvador. Acceso a Rioparaíso desde el norte.

Ermita de San Juan Se ubica en un alto. La tradición oral la asocia con un despoblado. Actualmente hace las funciones de capilla del cementerio que tiene adosado. Construida en sillar y sillarejo. Ábside semicircular, con saeteras.

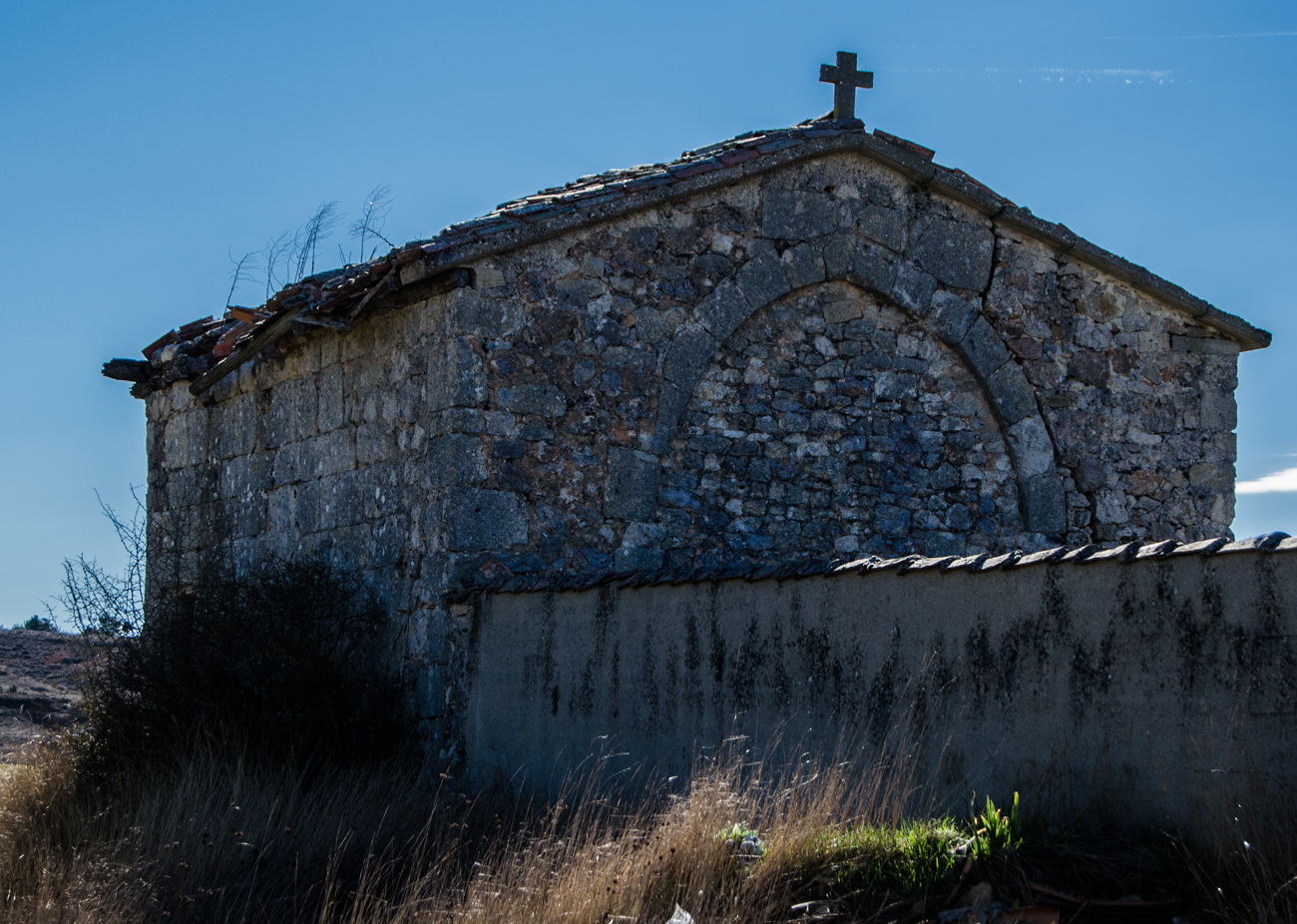
Ermita de San Juan.
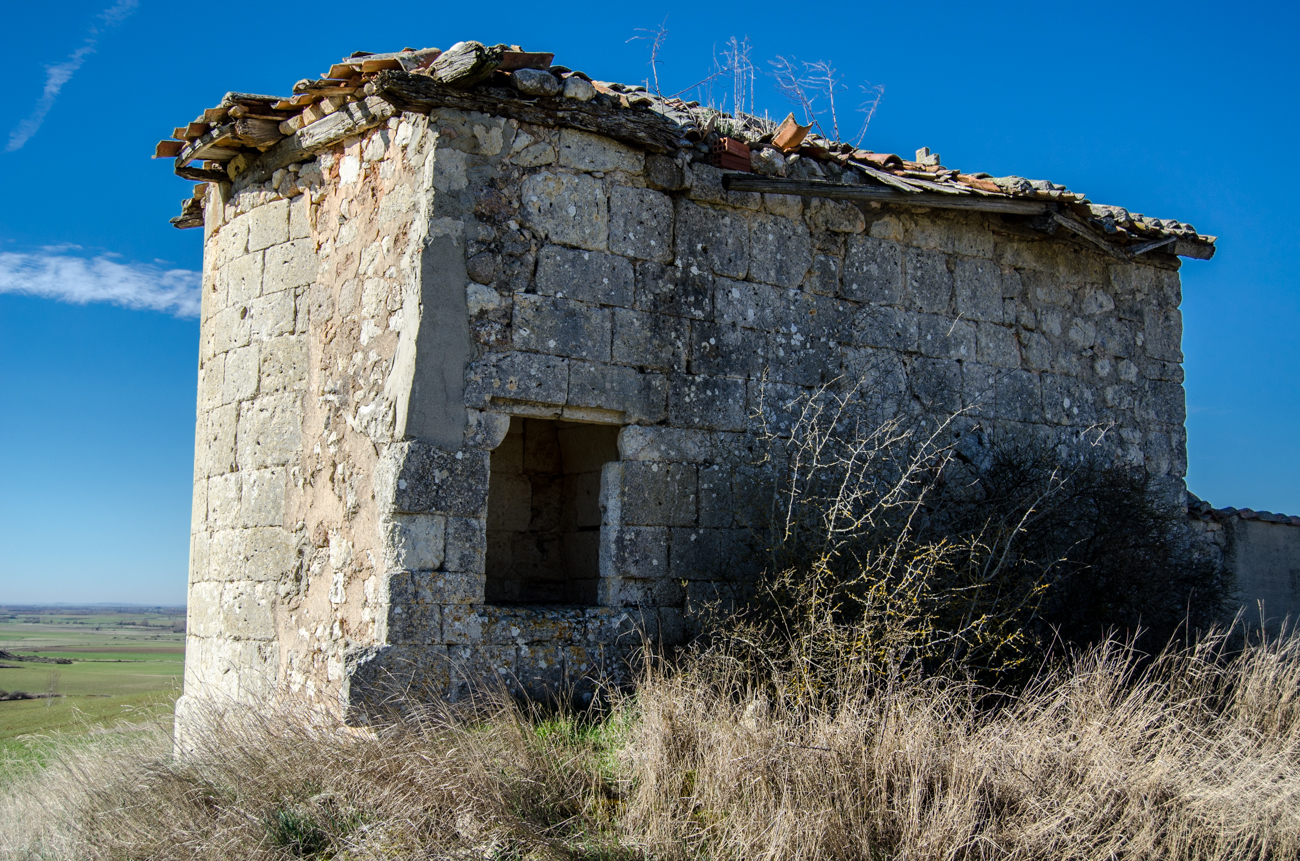
Ermita de San Juan.
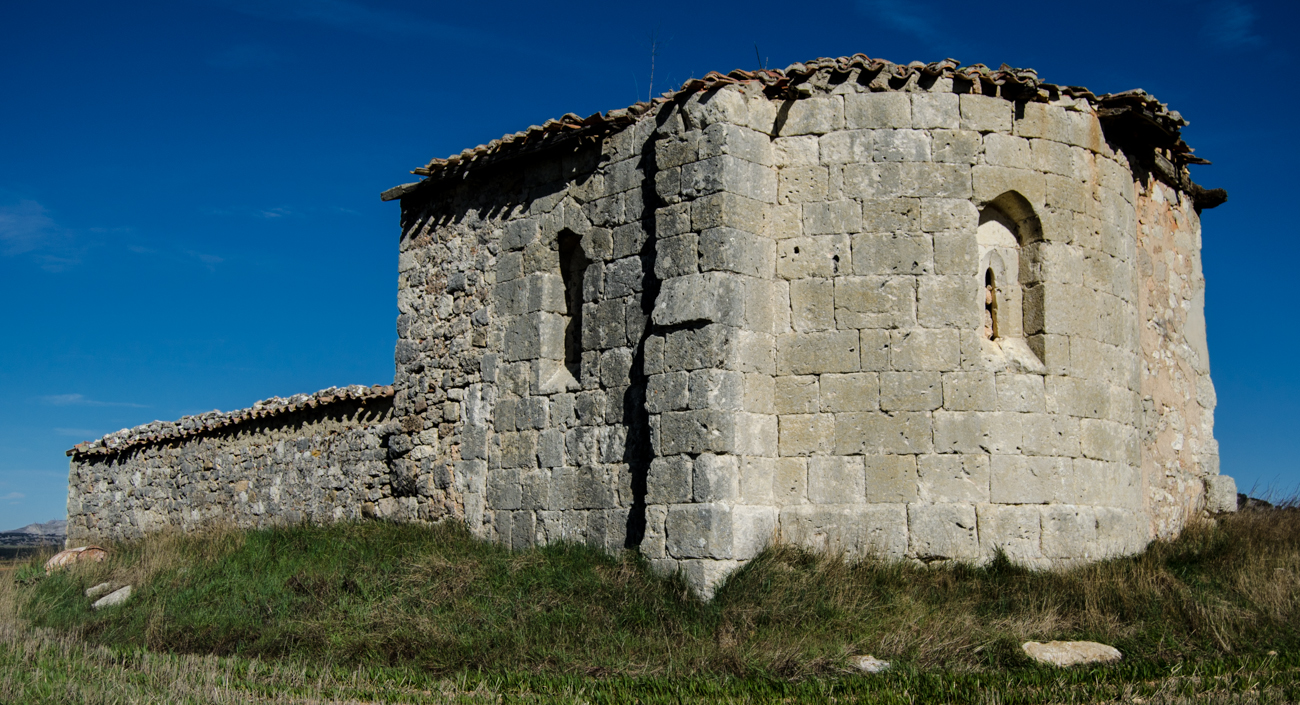
Ermita de San Juan.
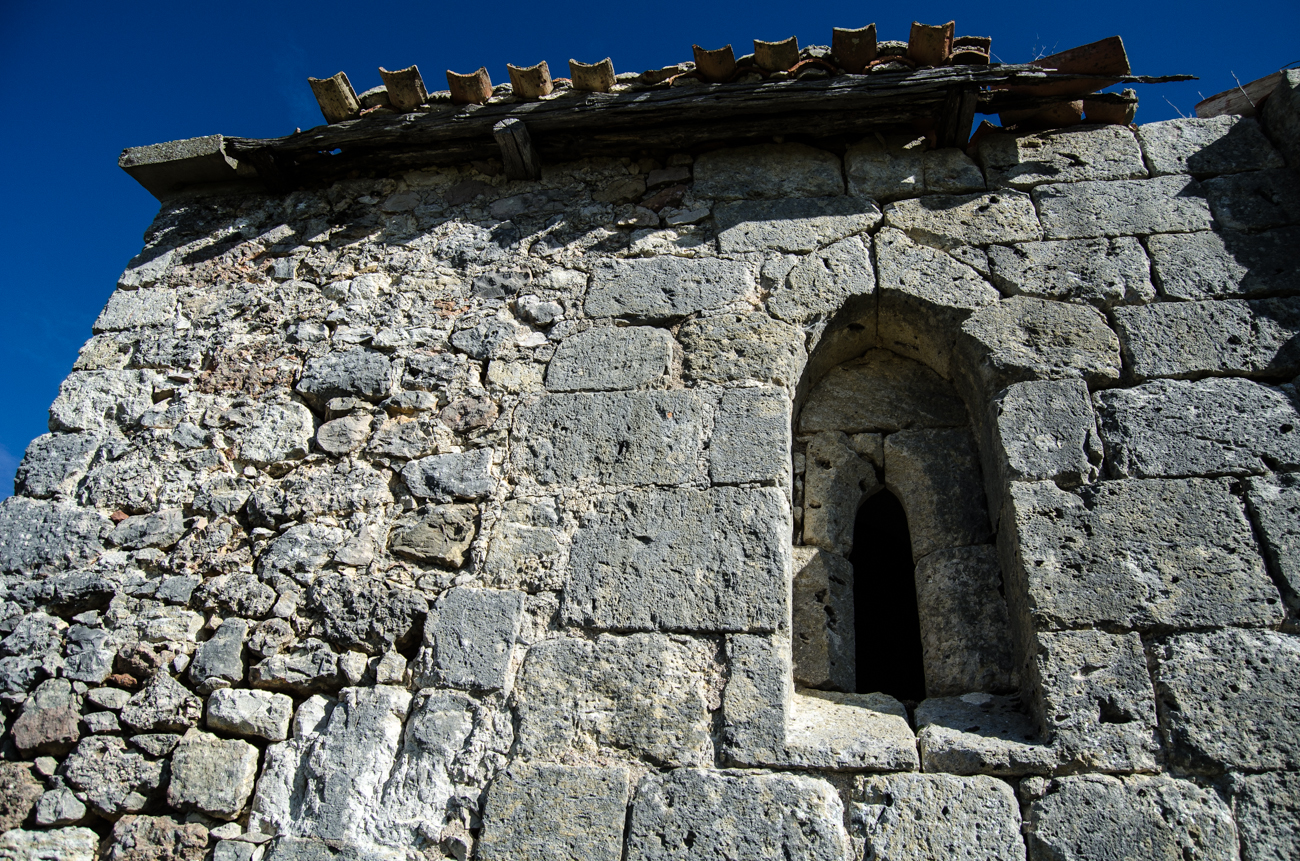
Ermita de San Juan.
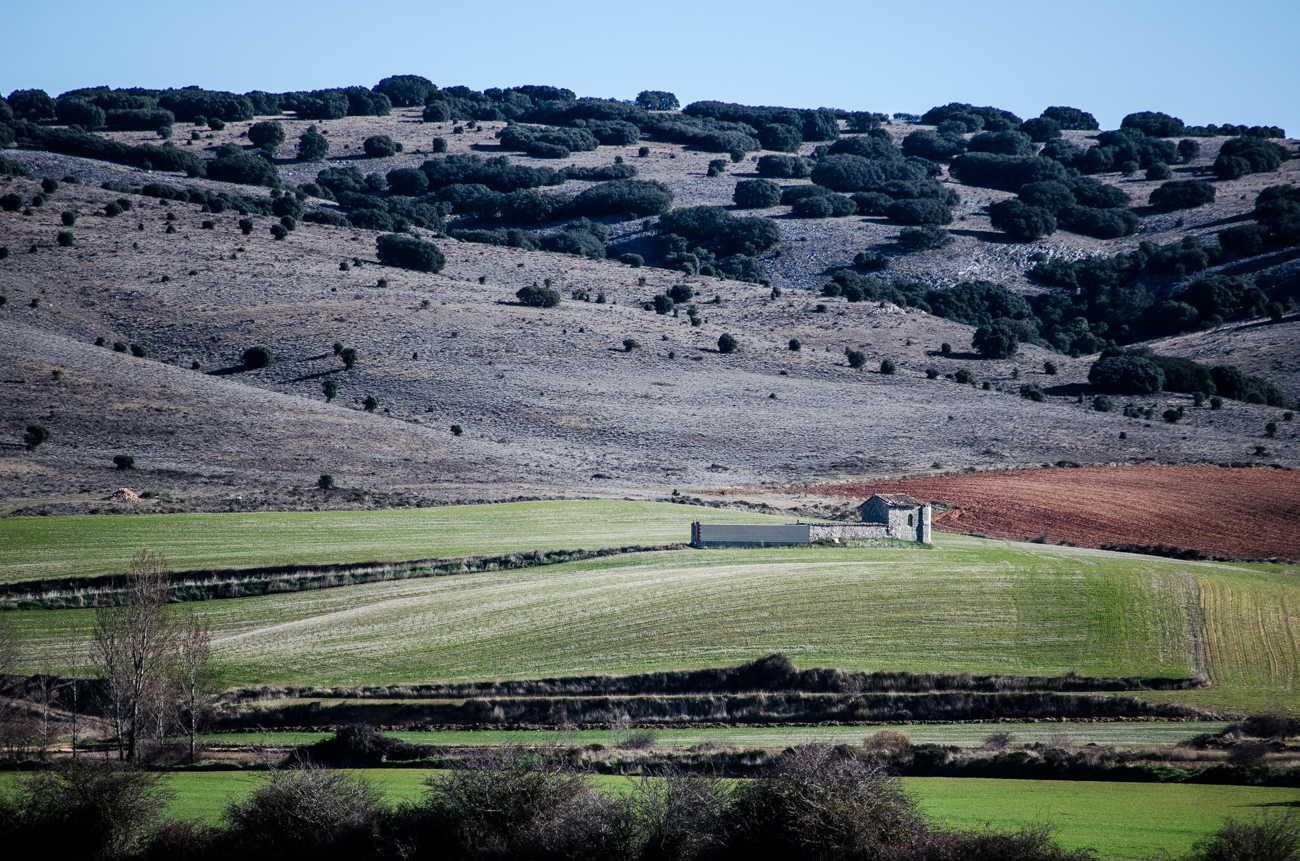
Ermita de San Juan. Vista panorámica desde el llano. Al fondo La Raposera y Peña Redonda.

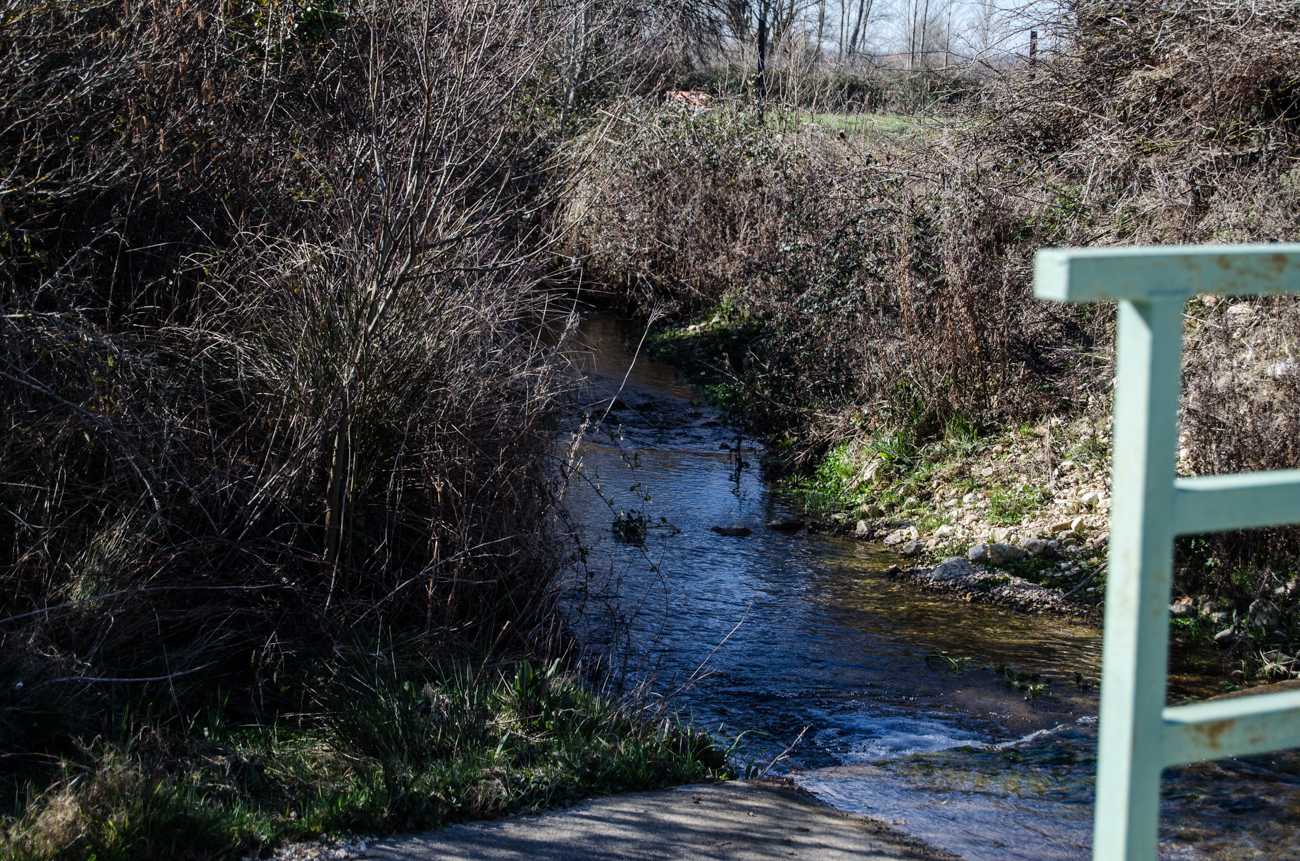
Río Moralejos a su paso por la localidad.

## Despoblados
Alto de San JuanLa tradición oral lo asocia con un despoblado e indica que este pago era conocido como Alto de San Juan, topónimo hoy desaparecido.
HospitalónEste despoblado se conoce por tradición oral y está acreditado por la existencia de abundantes materiales cerámicos realizados a torno (acanalada, vidriada y lozas) y constructivos (teja, lajas pulida y bloques de caliza).
CastrajónLa tradición oral recoge la existencia en el pago de Castrajón de un convento de monjas.
Peña San PedroLa tradición oral recuerda la localización en este ámbito de restos de construcciones. Se ha documentado la base de un muro y restos de materiales constructivos.
Santa Coloma ILa tradición oral recoge la existencia de este despoblado. Los vecinos de la localidad informaron del hallazgo de varias tumbas en este lugar. Tuvo una ocupación plenomedieval y bajomedieval segura y moderna posible.

## Vistas panorámicas

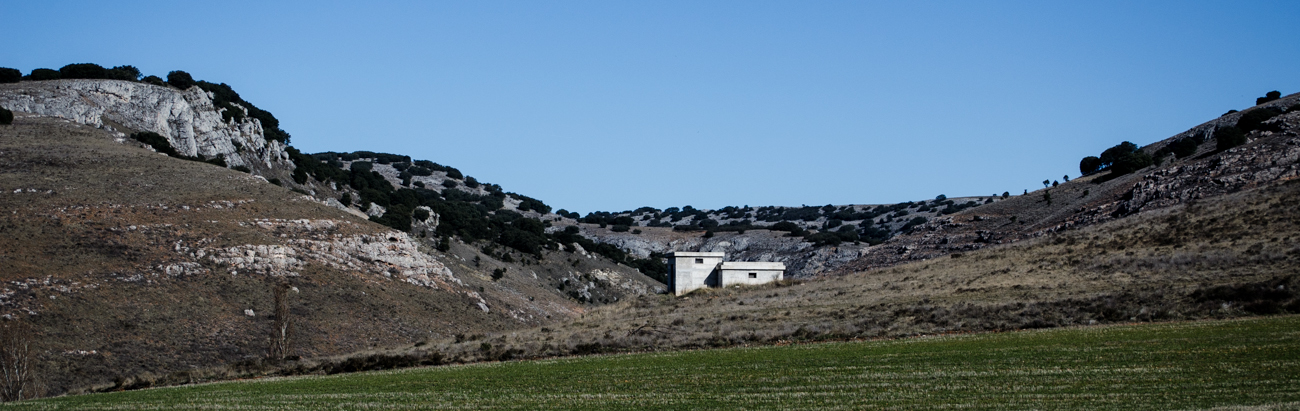
Vista hacia el desfiladero del arroyo Moralejos.
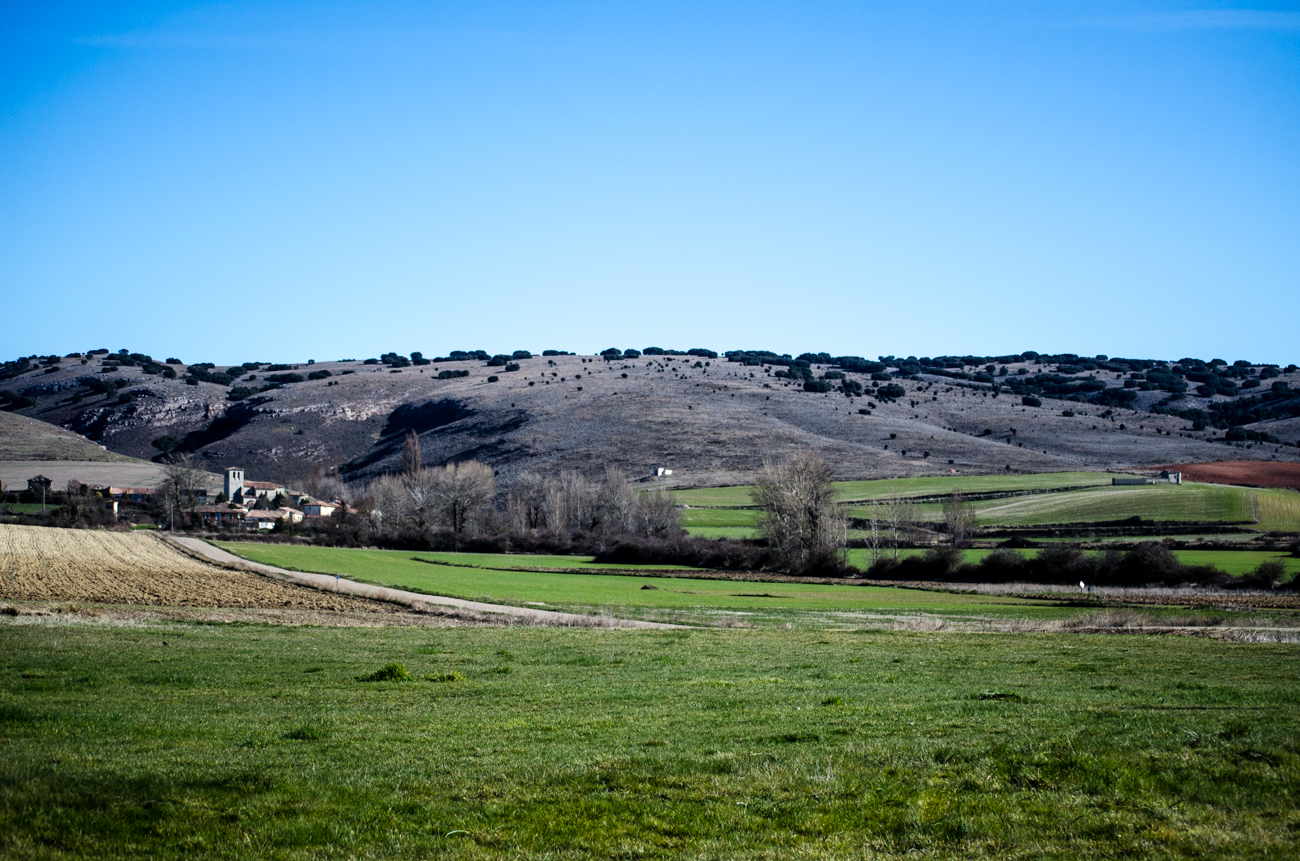
Vista panorámica desde Palazuelos de Villadiego. Al fondo cimas de La Raposera y Peña Redonda.
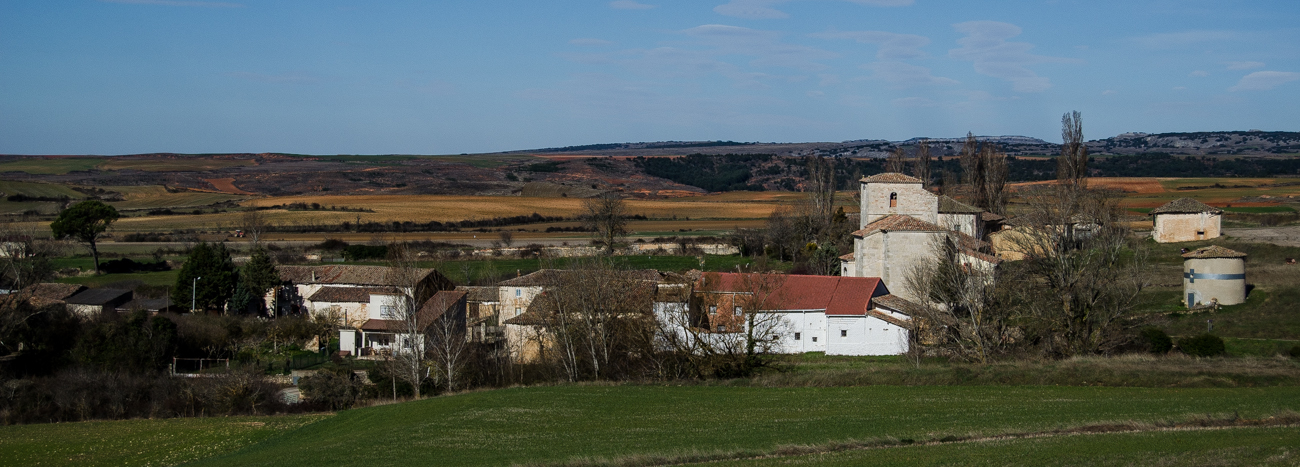
Vista panorámica desde la ermita de San Juan.
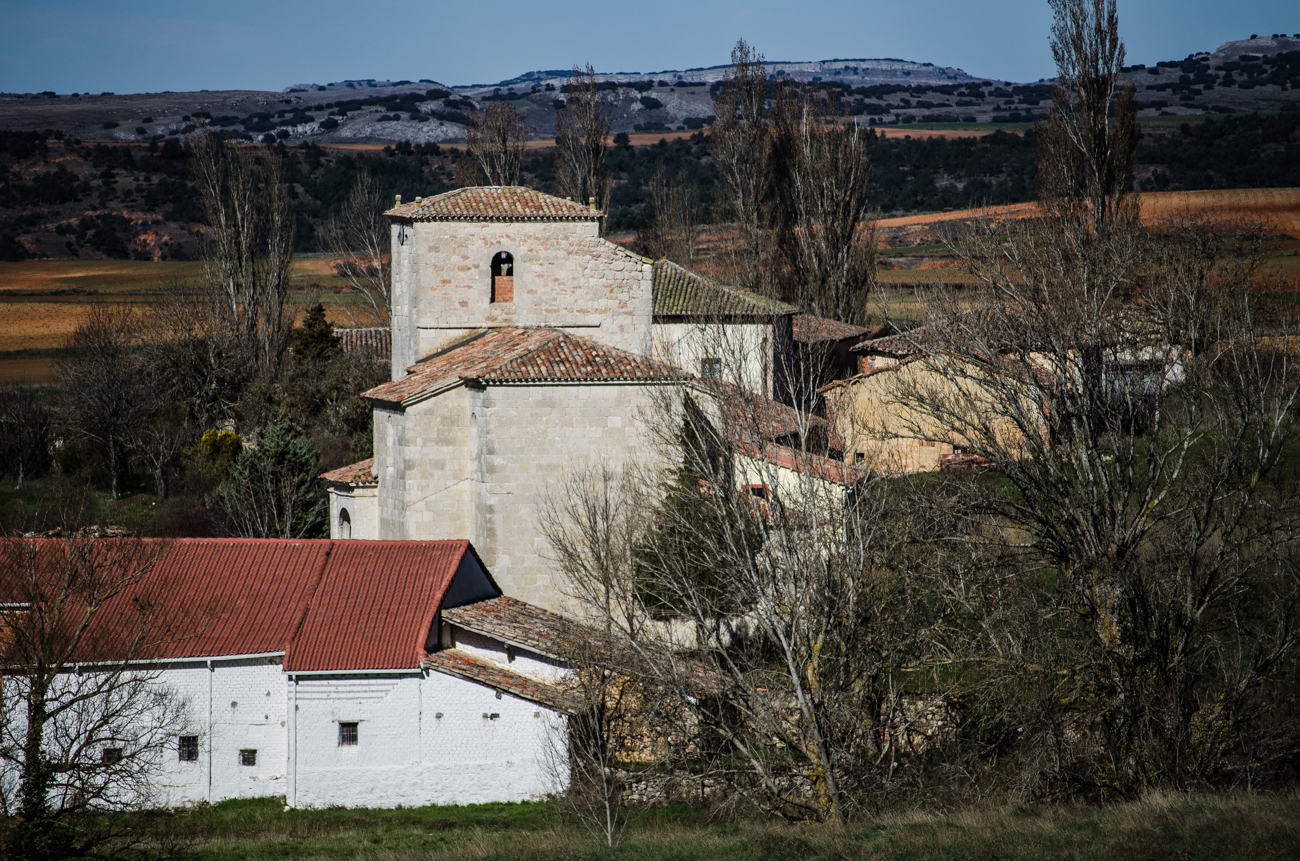
Vista panorámica desde la ermita de San Juan.
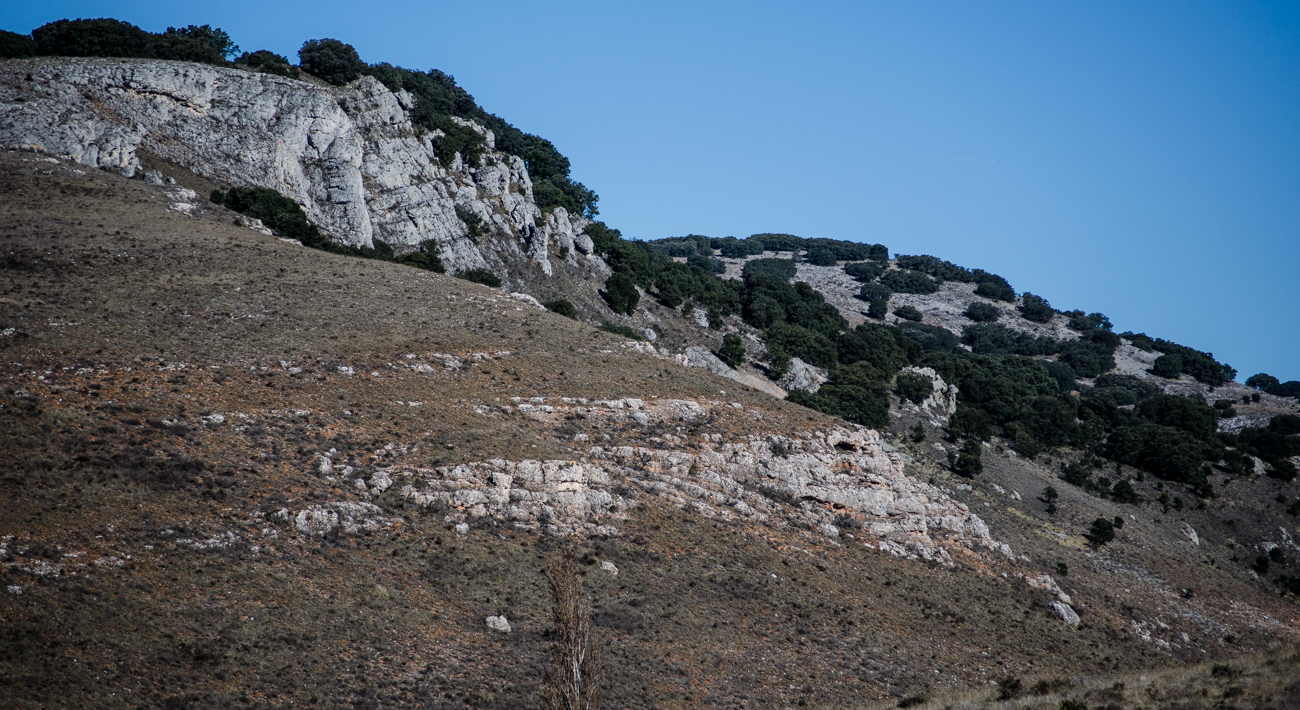
Vista hacia Los Calderones, desde la ermita de San Juan.
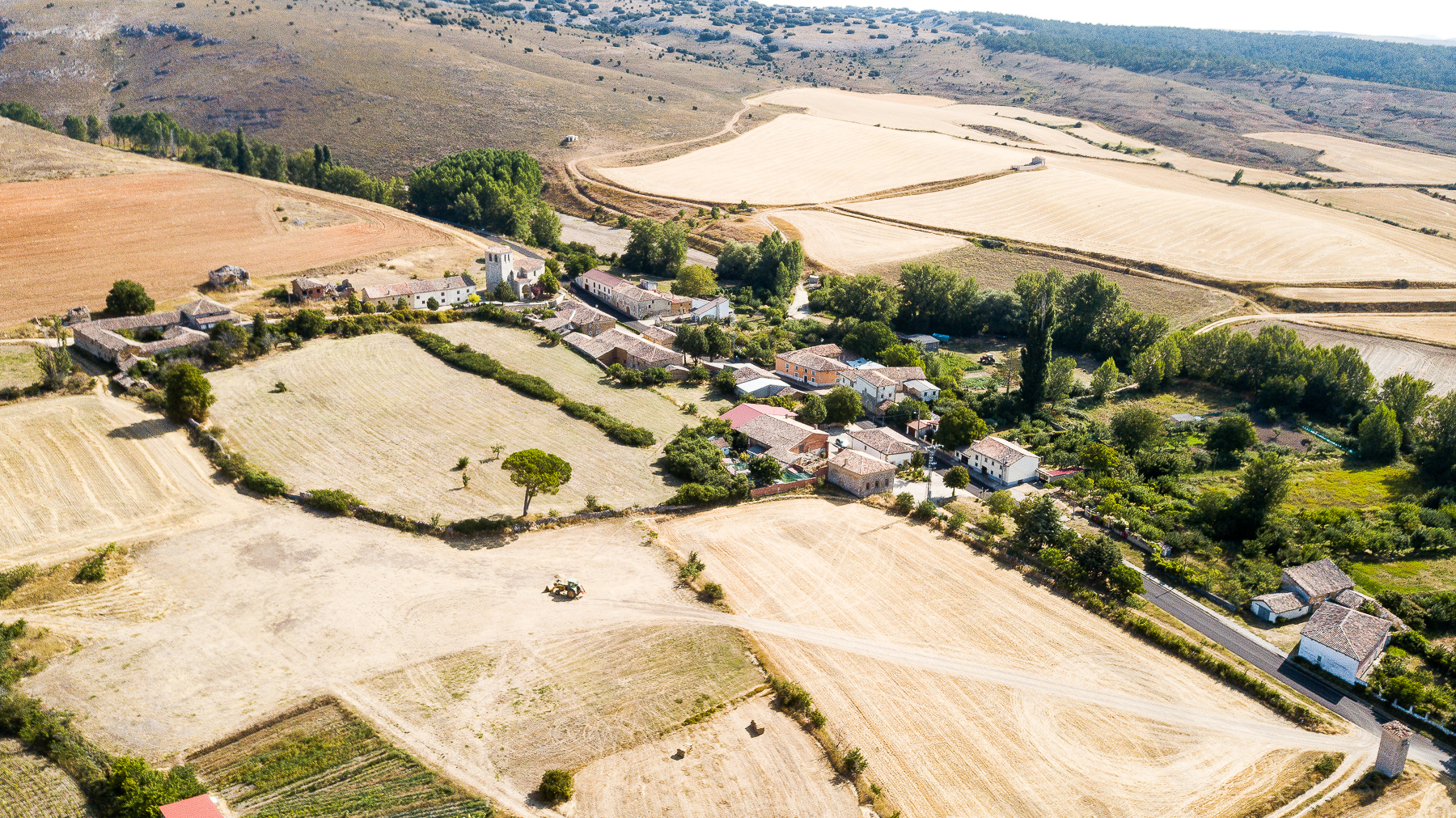
Vista aérea desde el sur.

## Imágenes urbanas

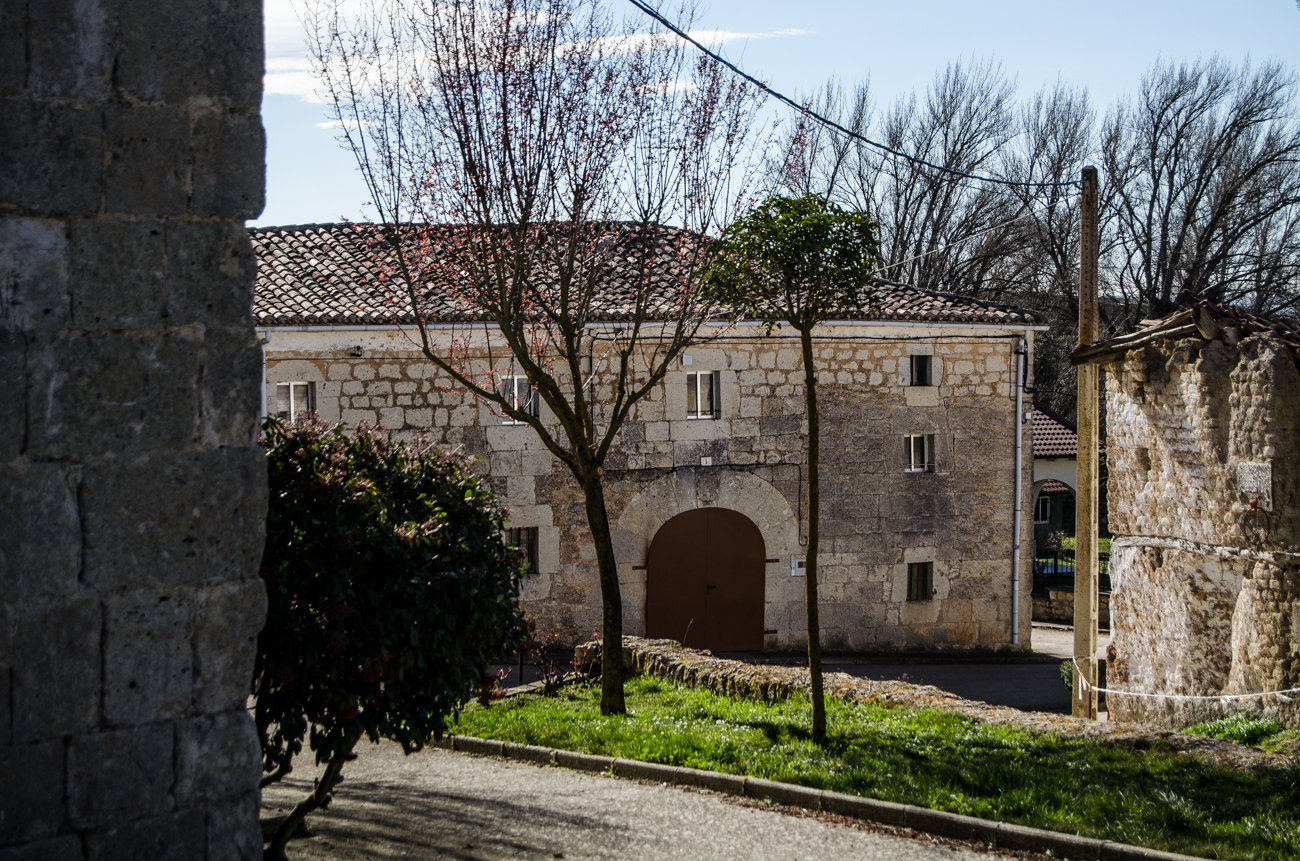
Casa blasonada.
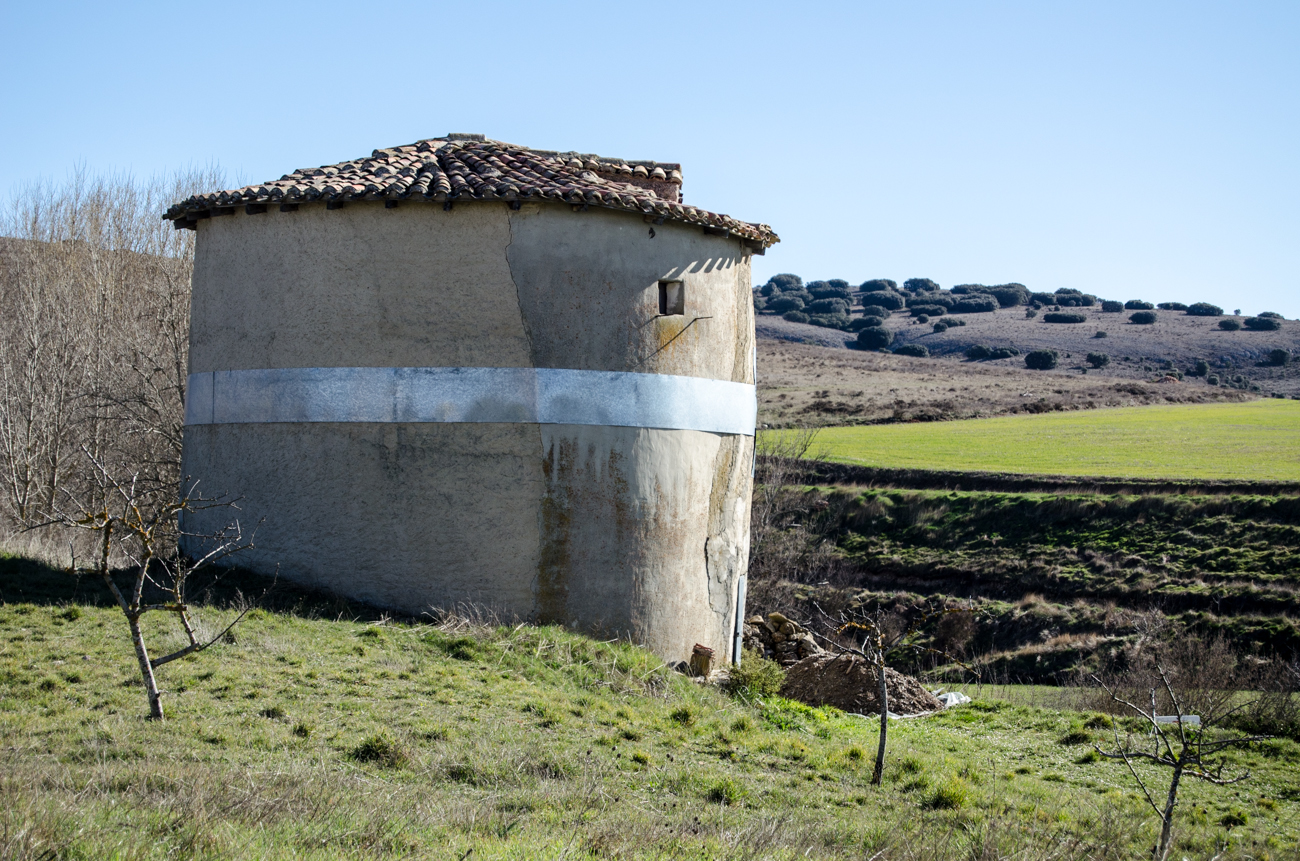
Palomar.
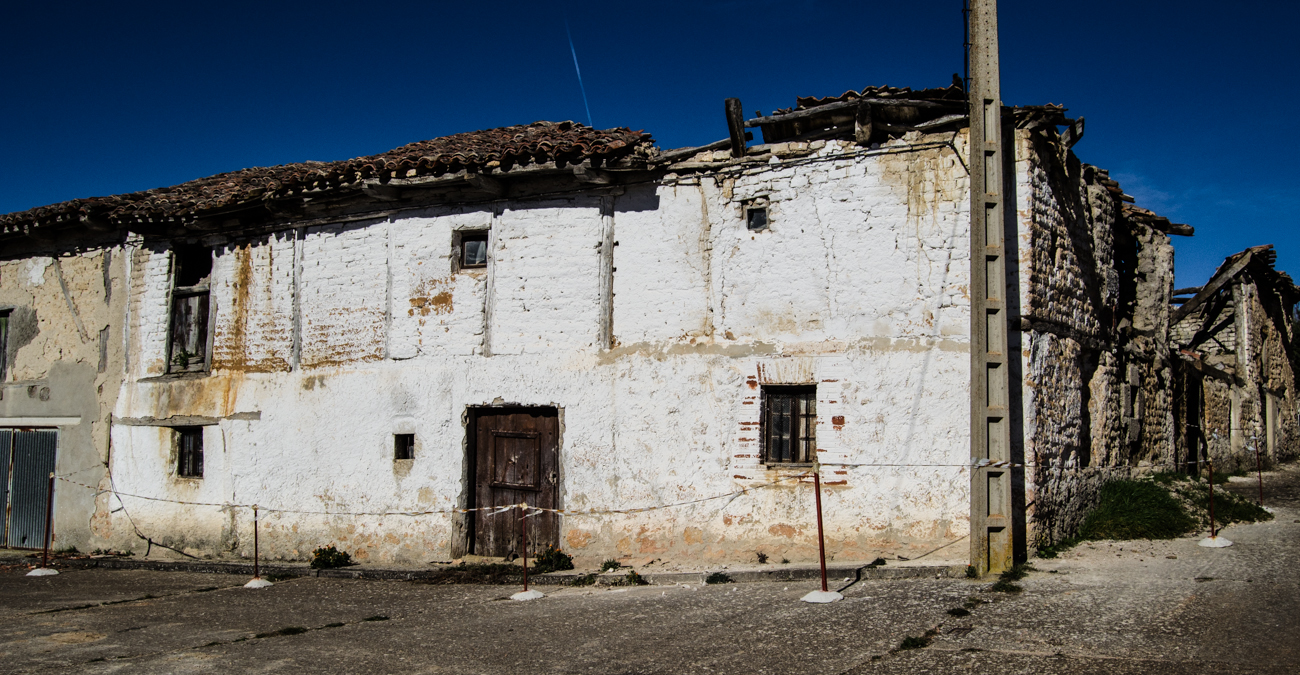
Arquitectura popular.
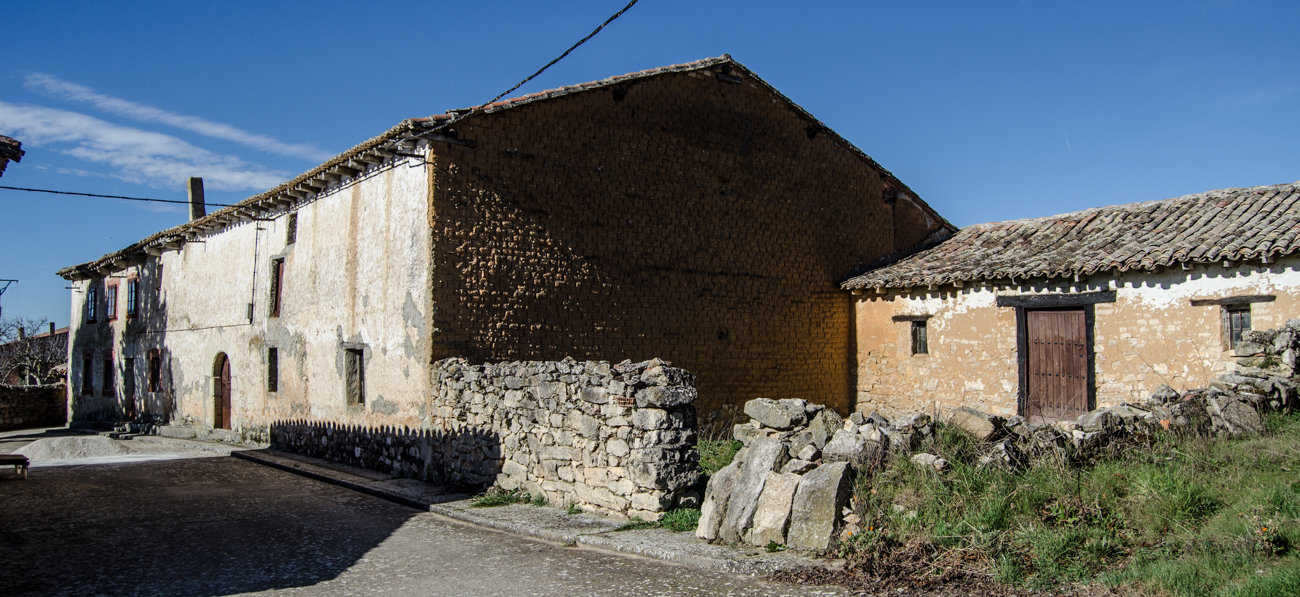
Casco urbano.

## Personas ilustres
- Ángel García Vedoya. Ingeniero de Caminos, Canales y Puertos. Alcalde de Burgos (del 16/07/1928 al 24/02/1930) y diputado durante la Segunda República Española (1931-1936). Construyó las centrales que dieron luz eléctrica por primera vez a muchos pueblos del entorno de Amaya. Dichas fábricas de luz se ubicaban en Amaya y en Villamartín de Villadiego[13]

## Ocio
Coto de CazaNúmero BU-10.761
Ruta BTT Los Llanos de VilladiegoSeñalizada. 28 km. 370 m de desnivel.